# مركز إطفاء
مركز الإطفاء أو مركز الإطفائية أو محطة الإطفاء أو محطة إطفاء الحريق أو مَخْفَر الإطفاء هي منشأة أو منطقة أخرى لتخزين أجهزة مكافحة الحرائق مثل سيارات الإطفاء والمركبات ذات الصلة ومعدات الوقاية الشخصية وخراطيم إطفاء الحرائق وغيرها من المعدات المتخصصة. تحتوي محطات الإطفاء في كثير من الأحيان على مساحة عمل ومعيشة لرجال الإطفاء وموظفي الدعم.